# Ptolemaida
Ptolemaida (græsk: Πτολεμαΐδα (Ptolemaïda), Katharevousa: Πτολεμαΐς, Ptolemaïs,tyrkisk: Kayılar) er en by og en tidligere kommune i den regional enhed Kozani, Vestmakedonien, Grækenland. Siden kommunalreformen i 2011 er den en del af kommunen Eordaia, som den er hovedsæde for og en kommunal enhed. Den er kendt for miner med brunkul og sine kraftværker.

## Geografi
Ptolemaida ligger midt på Eordaia-plateauet i den nordlige del af Kozani-regionen i en højde på 600 moh. Der findes ingen højdedrag inden for flere kilometer fra byen. Ikke desto mindre er Ptolemaida indrammet af bjerge mod syd, vest og øst. Sydvest for byen ligger bjerget Siniatsiko (Askio; 2.111 moh.), som med sine udkanter også delvist omfatter Ptolemaida i syd i en afstand af flere kilometer. Mod øst-nordøst ligger foden af Vermio-bjergene med toppene Mavri Petra (2.027 moh.), Palati (1.895 moh.) og Vermio (2.050 moh.). Øst for Ptolemaida ligger toppen Kokkini Magoula (1.485 moh.), som også hører til Vermio-bjergene. Mod nordvest ligger Cheimatitidia-søen og højdedragene af Vitsi-massivet (eller Verno; 2128 moh.), og vest for byen går Askio-bjerget sammen med Korisos-bjerget (1.386 moh.). Mellem Korisos, Askio på den ene side og Vitsi på den anden side fører Klissoura-passet til Kastoria.
Afstanden til den sydlige regionalhovedstad Kozani er 28 km, til den nordvestlige Florina 54 km og til den øst-nordøstlige by Edessa er der også 54 km. Afstanden til den østlige by Thessaloniki er ca. 150 km.